# Stockton (Wiltshire)
 (septembre 2023).
Pour les articles homonymes, voir Stockton.
Stockton est une paroisse civile et un village du Wiltshire, en Angleterre.